# Sacrofano
Sacrofano är en ort och kommun i storstadsregionen Rom, innan 2015 provinsen Rom, i regionen Lazio i Italien. Kommunen hade 7 851 invånare (2018).
Under etruskisk tid tillhörde Sacrofano Veji.